# Peter Kolbert

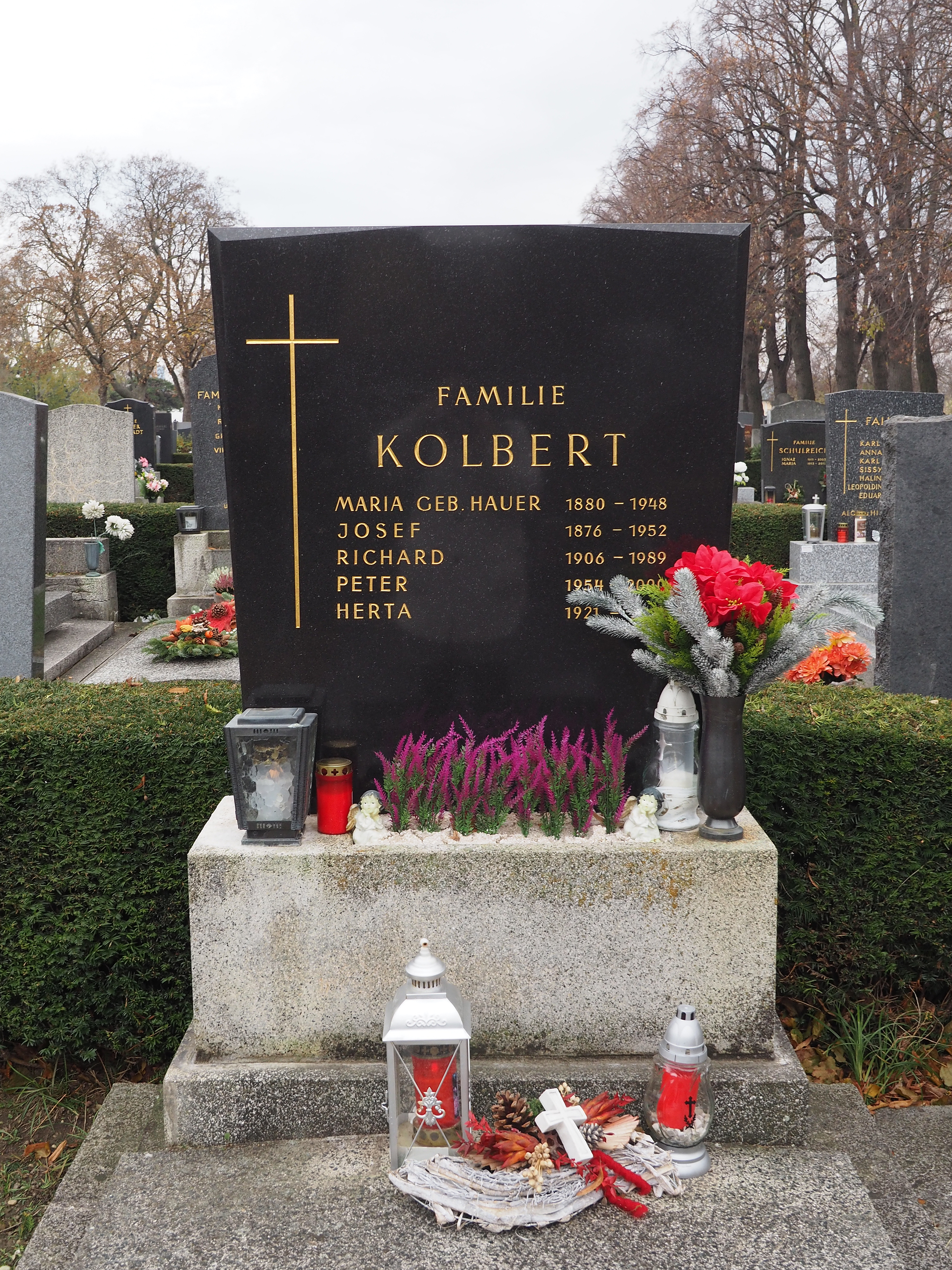
Grabstätte von Peter Kolbert (2024)

Peter Kolbert (* 25. Dezember 1954 in Wien; † 12. September 2000 ebenda) war ein österreichischer Musiker.

## Leben
Peter Kolbert war ein Mitbegründer der 1977 gegründeten Band Hallucination Company. Außerdem war er als bekannter Schlagzeuger auch Gastmusiker bei verschiedenen Musikgruppen, zum Beispiel bei der Ersten Allgemeinen Verunsicherung und ab 1998 auch bei Drahdiwaberl. Kolbert heiratete 1982 die Schauspielerin Anita Kolbert. Im September 2000 starb er an den Folgen seiner Heroinsucht. Er wurde am Jedleseer Friedhof (Gr. 14, R.4, Nr. 10) in Wien bestattet.

## Bands
- Hallucination Company (1977–1984)
- Erste Allgemeine Verunsicherung (1987–1991)
- Drahdiwaberl (1998–2000)